# Shartshang Rinpoche
Shartshang Rinpoche (tib. shar tshang rin po che) ist ein Linienhalter der Gelug-Tradition des tibetischen Buddhismus aus dem Kloster Rongwo in der Großgemeinde Rongwo im Kreis Tongren des Autonomen Bezirks Huangnan der Tibeter in der nordwestchinesischen Provinz Qinghai. Von der Zeit der Ming-Dynastie bis heute gab es insgesamt acht Vertreter, es handelt sich um die bedeutendste Inkarnationsreihe im Gebiet von Tongren und Zêkog im Gebiet von Qinghai.
Der erste Vertreter dieser Reihe, d. h. der 1. Shartshang Rinpoche, war Shartshang Kelden Gyatsho (shar tshang skal ldan rgya mtsho; 1607–1677).

## Liste der Shartshang Rinpoches
| # | Name                           | Umschrift nach Wylie/tib.                                               | Lebensdaten |
| - | ------------------------------ | ----------------------------------------------------------------------- | ----------- |
| 1 | Kelden Gyatsho                 | (skal ldan rgya mtsho) སྐལ་ལྡན་རྒྱ་མཚོ                                       | 1607–1677   |
| 2 | Ngawang Thrinle Gyatsho        | (ngag dbang 'phrin las rgya mtsho) ངག་དབང་འཕྲིན་ལས་རྒྱ་མཚོ                   | 1678–1739   |
| 3 | Gendün Thrinle Rabgye          | (dge 'dun 'phrin las rab rgyas) དགེ་འདུན་འཕྲིན་ལས་རབ་རྒྱས                     | 1740–1794   |
| 4 | Lobsang Chödrag Gyatsho        | (blo bzang chos sgrags rgya mtsho) བློ་བཟང་ཆོས་གྲགས་རྒྱ་མཚོ                    | 1795–1843   |
| 5 | Lobsang Thrinle Gyatsho        | (blo bzang 'phrin las rgya mtsho) བློ་བཟང་འཕྲིན་ལས་རྒྱ་མཚོ                     | 1844–1858   |
| 6 | Kenden Lobsang Tenpe Gyeltshen | (skal ldan blo bzang bstan pa'i rgyal mtshan) སྐལ་ལྡན་བློ་བཟང་བསྟན་པའི་རྒྱལ་མཚན | 1859–1915   |
| 7 | Kenden Trinle Lungtog Gyatsho  | (skal ldan 'phrin las lung rtogs rgya mtsho) སྐལ་ལྡན་འཕྲིན་ལས་ལུང་རྟོགས་རྒྱ་མཚོ   | 1916–1978   |
| 8 | Tendzin Jigme Kenden           | (btsan 'dzin 'jigs med skal ldan) བསྟན་འཛིན་འཇིགས་མེད་སྐལ་ལྡན                 | 1979–       |